# STS-99
La STS-99 è una missione spaziale del programma Space Shuttle.

## Equipaggio
- Comandante: Kevin R. Kregel (4)
- Pilota: Dominic L. Pudwill Gorie (2)
- Specialista di missione: Janet L. Kavandi (2)
- Specialista di missione: Janice E. Voss (5)
- Specialista di missione: Mamoru Mohri (2)
- Specialista di missione: Gerhard P.J. Thiele (1)

Tra parentesi il numero di voli spaziali completati da ogni membro dell'equipaggio, inclusa questa missione.

## Parametri della missione
- Massa:
  - Navetta al lancio: 116.376 kg
  - Navetta al rientro: 102.363 kg
  - Carico utile: 13.154 kg
- Perigeo: 224 km
- Apogeo: 242 km
- Inclinazione: 57°
- Periodo: 1 ora, 29 minuti e 12 secondi